# Belägringen av Warszawa (1656)
Belägringen av Warszawa, även känd som Belägringen av Warschau ägde rum mellan den 24 april till den 1 juli 1656 under Karl X Gustavs polska krig. Svenska trupper ockuperade den polska huvudstaden Warszawa utan strid i början av september 1655. I slutet av april 1656 började polacker och litauer att belägra staden, i syfte att återerövra sin huvudstad. De lyckas, men förlorade senare staden en andra gång efter en strid som ägde rum den 28-30 juli 1656.
Vid entrén till Livgardet på Erik Dahlbergsgatan i Stockholm sitter ett krigsmonument till minnet över segern i Warschau 1656.